# Jind Kaur
Jind Kaur ou Jindan Kaur (1817 – 1er août 1863) est la plus jeune femme du maharadja de l'Empire sikh, Ranjît Singh, et la mère du dernier maharadja, Dhulîp Singh. Les Britanniques en Inde la surnomment la « Messaline du Punjab. »
C'est la grand-mère des princesses Bamba Sutherland et Sophia Duleep Singh, laquelle a été active dans le mouvement des suffragettes au Royaume-Uni.

## Bataille de Sobraon
Les Sikhs avaient été provisoirement frappés de leur défaite à Ferozeshah et avaient retiré la plus grande partie de leurs forces de l'autre côté de la rivière Sutlej. La régente Jind Kaur qui gouvernait au nom de son fils, le Maharadjah Duleep Singh, accusa de lâcheté cinq cents de ses officiers, jetant même à leur visage l'un de ses vêtements. Les Khālsā se renforcèrent toutefois grâce aux districts à l'ouest de Lahore et établirent une tête de pont à Sobraon, sur le Sutlej, se retranchant dans leur camp. Toute hésitation consécutive aux défaites initiales s'envola du fait de la présence de Sham Singh Attariwala, vétéran très respecté par les Sikhs. Toutefois, Tej Singh et Lal Singh conservèrent la tête des armées sikhes. La position de Sobraon était reliée à la rive occidentale de la rivière, en territoire pendjabi, par un unique et vulnérable pont de bateaux. Peu avant la bataille, la rivière entra en crue à la suite de trois jours de pluies diluviennes et menaça d'emporter le pont.
La bataille de Sobraon le 10 février 1846 eut un impact majeur sur le cours du conflit et vit la victoire des Anglais.

## Postérité
En 2010, le Festival international de films sikhs de New-York montre en première le film The Rebel Queen, qui raconte la vie de Jind Kaur.